# Rhinodontus
Rhinodontus är ett släkte av skalbaggar. Rhinodontus ingår i familjen vivlar.
Kladogram enligt Catalogue of Life:
| Rhinodontus | \| \| Rhinodontus hirsutus \| \| \| \| \| \| Rhinodontus ignarus \| \| \| \| |
|             | \| \| Rhinodontus hirsutus \| \| \| \| \| \| Rhinodontus ignarus \| \| \| \| |
|             | Rhinodontus hirsutus                                                         |
|             |                                                                              |
|             | Rhinodontus ignarus                                                          |
|             |                                                                              |